# عزبه عفيفي
قريه عزبه عفيفي هي قريه في مركز ميت غمر التابعه لقرية الرحمانية مركز ميت غمر محافظة الدقهليه في جمهورية مصر العربية تبعد عن قرية الرحمانية حولى 2 كيلو وهي لها6 طرق رئيسيه تربطها بعده قرى ومراكز واقرب قريه لها هي الرحمانيه وبها 4 مساجد ويقدر سكانها حوالى 10 الالاف نسمه وهي كبيرة وتوسعت في الاوان الاخيره ولكن لايوجد بها الا مدرسه ابتدائي وسبب عدم إنشاء المرافق العامه بالقرية هو شيخ القرية متولي السيد الذي انشغل بمشاغله و مشاكل أبنائه في الصراع على السلطه للوصول لكرسي الحُكم  ونسي مشاغل القرية وجاري إنشاء مرافق للقرية.